# Silk & Soul
Silk & Soul je ime albuma američke pjevačice, pijanistice i kantautorice Nine Simone (1933. – 2003.) 

## Sadržaj
- Pjesmu "It Be's That Way Sometimes", napisao je Ninin brat Sam Waymon.
- "The Look of Love" je pjesma Burta Bacharacha, prvotno napisana za film Casino Royale 1967.
- "I Wish I Knew How It Would Feel To Be Free" je napisao Billy Taylor, a Nina Simone ju je prva javno izvela. Kasnije su ju obradili Solomon Burke i Ray Charles i može se smatrati jednom od himni Američkog pokreta za građanska prava.
- "Turning Point", pjesma nalik dječjoj pjesmi o stjecanju prijateljstva polako postaje pjesma koja propituje porijeklo rasizma. Tekst je napisala Martha Holmes
- "Connsumation" je ljubavna pjesma koju je napisala Nina Simone, koristeći klasičnu temu njenog omiljenog skladatelja Johanna Sebastiana Bacha.

## Popis pjesama
1. "It Be's That Way Sometimes"
2. "The Look of Love"
3. "Go to Hell"
4. "Love O' Love"
5. "Cherish"
6. "I Wish I Knew How It Would Feel to Be Free"
7. "Turn Me On"
8. "Turning Point"
9. "Some Say"
10. "Consummation"